# Jamie Carragher
James Lee Duncan »Jamie« Carragher angleški profesionalni nogometaš, * 28. januar 1978, Bottle, Merseyside, Anglija, Združeno kraljestvo. 
Jamie Carragher je nekdanji nogometni branilec, ki je celotno kariero igral za Liverpool v Premier League. 

## Klubska kariera
Čeprav je »Carra« (njegov vzdevek) svojo nogometno pot začel pri mestnem rivalu Evertonu je nato presedlal skupaj s svojim prijateljem Michaelom Ownom k Liverpoolu, kjer je osvojil FA Youth Cup leta 1996. Istega leta je tudi podpisal uradno pogodbo s klubom, 1997 pa je debitiral prvič v dresu Liverpoola, ko je vstopil kot zamenjava. V sezoni 1997/8 je kar 20-krat v sezoni nastopil v Premier ligi, naslednjo sezono pa je odigral skoraj vse tekme in si popolnoma zagotovil svoje mesto v prvi enjsterici. To mu je uspelo kljub temu, da je igral na različnih igralnih mestih, odvisno od tega, kje so v danem trenutku potrebovali igralca. Igral je kot zadnji vezni igralec, centralni branilec, bočni branilec na levi ali na desni strani. V letih 2002-2004 je imel precej težav s poškodbami in bil prisiljen izpustiti pomembne tekme. KLjub prihodu novih igralcev pa je obdržal svoje mesto v ekipi in v sezoni 2004 zbral 24 nastopov v Premier ligi. Sledila je nepozabna sezona za vse navijače Liverpoola, saj so v tej sezoni osvojili Ligo prvakov na čelu z novim trenerjem Rafaelom Benitezem. V tej sezoni je Carragher igral v branilskem tandemu kot centralni branilec s Samiem Hyypio in postala sta eden najboljših branilskih parov na svetu. Priljubljen pri navijačih je postal zlasti zaradi svoje srčnosti in borbenosti na igrišču, saj je v samem finalu Lige prvakov kljub krču zdržal do konca in odlično opravil svojo funkcijo. Postal je najboljši Liverpoolov igralec sezone. V sezoni 2007/2008 je zbral že 500 nastopov za klub, konec leta 2009 pa že svoj 600 nastop za klub. Na splošno Carragher slovi kot lojalen, borben, zvest igralec in kot tak je postal nekakšna legenda kluba. 

## Reprezentačna kariera
Svojo reprezentančno pot je začel, ko se je priključil ekipi do 21 let, katere kapetan je bil. Za člansko izbrano vrsto je prvič nastopil leta 1999, v igro je vstopil kot zamenjava na tekmi proti Madžarski. Sicer pa nikoli ni bil član prve enajsterice angleške reprezentance, vstopal je kot zamenjava na različnih položajih. Zato se je tudi reprezentančno upokojil leta 2007, kljub pozivom selektorja naj se vrne. Nedavno je sedanji selektor angleške reprezentance namignil, da bi ga spet rad videl v vrstah Anglije, a je Carragher vnaprej povedal, da se ne misli vrniti. 

## Osebno življenje
Svojo nogometno pot je pričel pri Evertonu in bil tudi zvest navijač, nato pa presedlal k Liverpoolu, kateremu je bil zvest do 2013 ko je končal kariero. Ukvarja se z dobrodelnostjo, poročen pa je z ljubeznijo svojega otroštva Nicolo Hart s katero imata 2 otroka.    